# Hemerobius namjagbarwanus
Hemerobius namjagbarwanus là một loài côn trùng trong họ Hemerobiidae thuộc bộ Neuroptera. Loài này được C.-k. Yang et al in Huang et al. miêu tả năm 1988.